# Blajmil
Blajmil è uno dei tre comuni del dipartimento di Kankossa, situato nella regione di Assaba in Mauritania. Contava 12.931 abitanti nel censimento della popolazione del 2000 e 18.080 nel 2013.